# Cal Freixador
Cal Freixador és una obra de Ciutadilla (Urgell) inclosa a l'Inventari del Patrimoni Arquitectònic de Catalunya.

## Descripció
Casa de carreus de paredat. Consta de tres plantes: la planta baixa té quatre portes quadrangulars, la primera dues finestres amb cornisa i trencaaigües i una porta balconera amb barana de ferro forjat. A les golfes té quatre finestres quadrades. Actualment són dos habitatges.

## Història
Aquesta casa va ser comprada per la família Freixador a la família Tarrés, cap als anys quaranta del segle xx.